# Attrape-mouche
Un attrape-mouche est un appareil utilisé pour contrôler les populations de mouches à l'intérieur d'un local. Un attrape-mouche attire habituellement les insectes volants (mouches, guêpes, mites et moustiques). Les insectes peuvent être soit tués, soit relâchés.

## Types

### Tapette à mouches

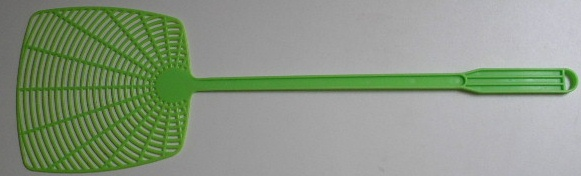
Tapette à mouches.

La tapette à mouche est l'approche la plus directe pour tuer les mouches. Elle est faite habituellement de plastique mais peut aussi être faite d'autres matériaux. La tapette à mouche est composée d'un long manche fin qui n'excède pas 20 à 30 cm de longueur. Y est attachée une tête spatulée généralement constituée d'une surface plate. Cette tête est généralement ajourée afin de réduire la résistance à la pénétration dans l'air. Elle est habituellement plutôt rectangulaire ou représentant une main, et mesure normalement une quinzaine de cm de long et une dizaine de cm de large.
Les autres dispositifs (ci-dessous) ont sur la tapette l'avantage de continuer à fonctionner même lorsque personne n'est là.

### Ruban anti-mouches

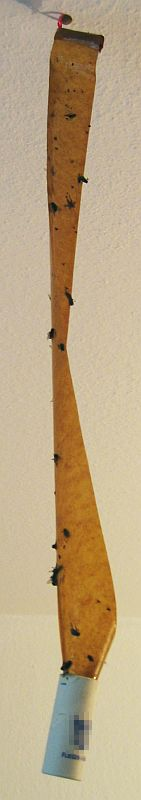
Ruban anti-mouches.

Le ruban anti-mouche est une autre méthode pour capturer les mouches en les faisant se coller à un  adhésif et y rester jusqu'à ce qu'elles meurent de faim ou d'épuisement. C'est un ruban englué qui, une fois exposé, est plus propice à attraper les mouches que le papier tue-mouche. Le ruban est vendu sous la forme de gros cylindres pour les étables, bergeries ou écuries ou d'un petit cylindre de carton avec une boucle de fil sur le dessus pour les habitations. Au moment d'utiliser ces derniers, on tire sur la boucle, ce qui met à nu le ruban anti-mouche et on attache la boucle à un clou sur une poutre.

### Papier tue-mouche
Le papier tue-mouche est une feuille de papier recouverte de glu. Ce dispositif tue les mouches en les affamant. Une modification du système est de mettre une carte recouverte de glu dans un conteneur pour pouvoir le mettre vertical.

### Tue-mouche électrique

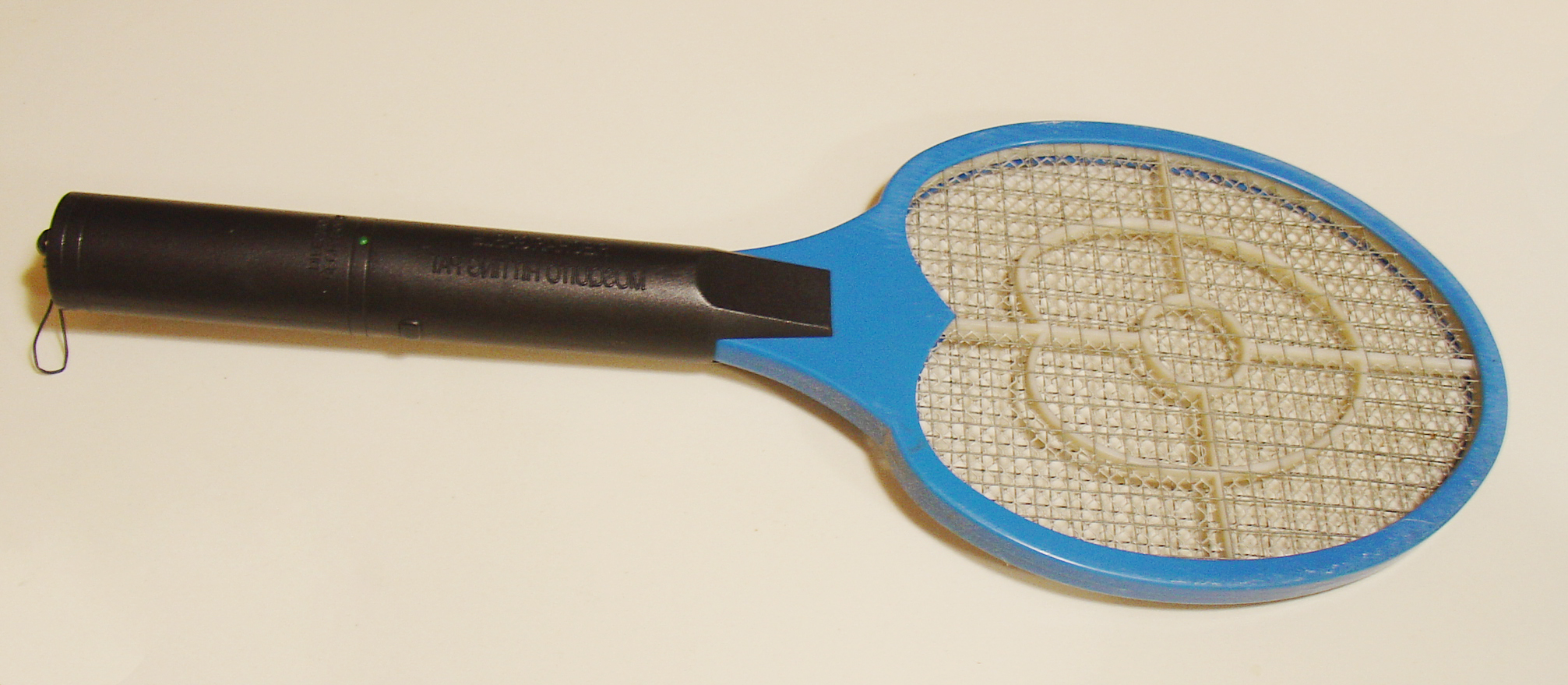
Une raquette électrique anti-insectes volants.

Une grille électrifiée avec une haute tension et faible intensité tue par électrocution les mouches qui cherchent à la traverser, les mouches étant attirées par un tube au néon de diverses couleurs situé à l'intérieur de la grille. Ce système est largement employé dans les laiteries de ferme, la transformation agroalimentaire. De petites lampes anti-insectes domestiques fonctionnent maintenant aujourd'hui selon ce principe.
Il existe deux catégories de ces appareils : 
- fixes : souvent sur le secteur, protégés par une cage empêchant les animaux domestiques ou les humains de s'y électrocuter ;
- raquettes : sur batteries, avec un interrupteur.

Selon deux chercheurs de l'université du Kansas, l'appareil électrique crée des poussières de particules d'insecte jusqu'à deux mètres. Celles-ci étant des vecteurs potentiels de bactéries pathogènes pour l'humain, ils conseillent de disposer ce genre d'appareils à plus de deux mètres de la nourriture ou des plans de travail afférents.

### Piège à insectes

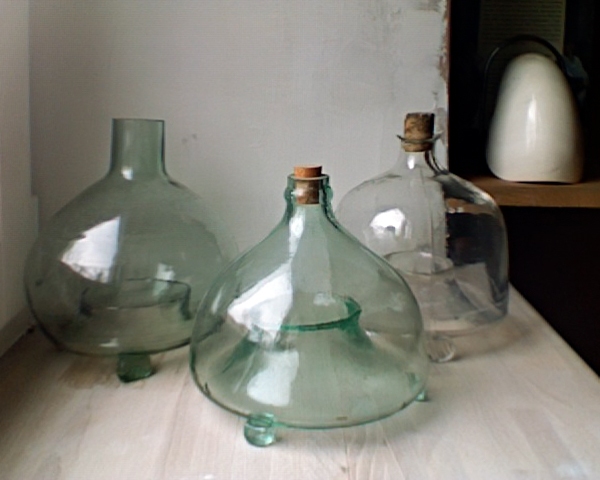
Trois bouteilles attrape-mouche, Europe centrale, début du XXe siècle.

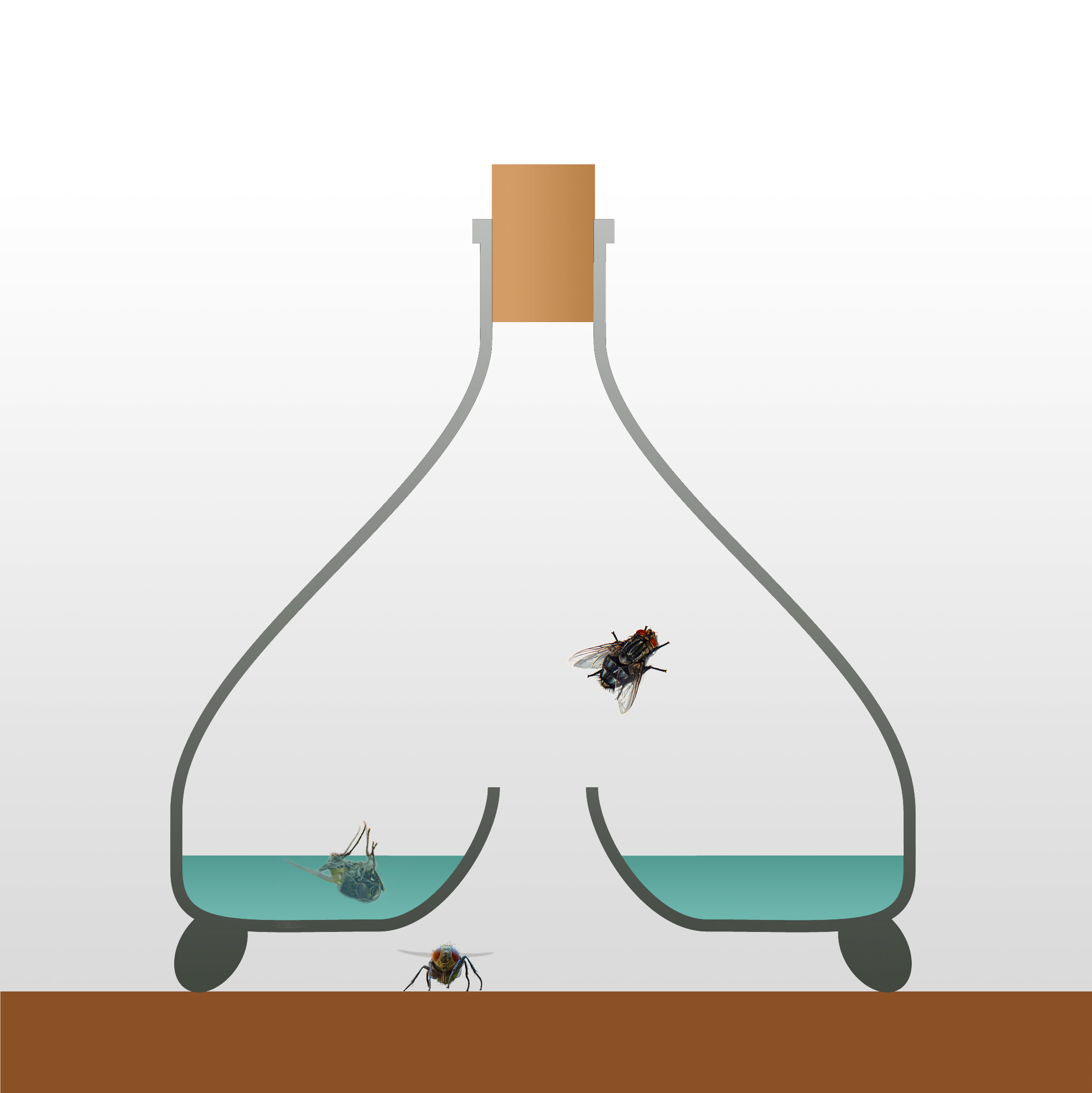
Schéma de principe.

Le système fonctionne à la manière d'une nasse. La mouche peut entrer dans le dispositif mais a des difficultés pour en sortir.